# Cache megye
Cache megye az Amerikai Egyesült Államokban, azon belül Utah államban található. Megyeszékhelye és legnagyobb városa Logan. Lakosainak száma 133 154 fő (2020. április 1.). Cache megye Box Elder, Weber, Rich, Franklin és Oneida megyékkel határos.

## Népesség
A megye népességének változása:
| Lakosok száma | 113 274 | 114 700 | 115 729 | 116 909 | 120 783 | 133 154 |
|               | 2010    | 2011    | 2012    | 2013    | 2015    | 2020    |